# Ixiolirion karateginum
Ixiolirion karateginum là một loài thực vật có hoa trong họ Ixioliriaceae. Loài này được Lipsky mô tả khoa học đầu tiên năm 1900.